# Книжици за прочит
„Книжици за прочит с белетристическо, техническо, научно и забавително съдържание“ е първото българско периодично издание в Солун, издавано от книжарницата на Коне Самарджиев и с-ие.
Първото издание е от 1889 година, а негови редактори са Димитър Матов и Васил Кънчов. Сътрудници на изданието са Иван Вазов, Димитър и Антон Страшимирови, Андрей Тошев, Никола Начов, Стою Шишков и други интелектуалци.
В списанието се публикуват исторически, езиковедски, етнографски и фолклористични материали, както и литературни произведения за Македония, сред които цикълът стихотворения „Струма“ от Иван Вазов, разкази на Васил Кънчов, Трайко Китанчев и Константин Величков, и пътеписи от Димитър Страшимиров, Васил Кънчов и Никола Начов. Списанието спомага за културното издигане на българите от Македония. Част от авторите му него по-късно издават списанието „Културно единство“.
| Годишнина | Броеве | Дата             |
| --------- | ------ | ---------------- |
| I         | 1 – 10 | 1889 – 1891      |
| II        | 1 – 6  | март 1893 – 1895 |

Книжка 2 от II годишнина носи и допълнителното заглавие „Збирка“, а на книжки 3 – 6 от същата втора годишнина заглавието е „Китка“.